# James H. Christenson
James H. Christenson (* 1937) ist ein US-amerikanischer experimenteller Teilchenphysiker, bekannt durch seine Beteiligung an der Entdeckung der CP-Verletzung mit James Cronin und Val Fitch (die dafür den Nobelpreis bekamen) und René Turlay (1964).
Manchmal wird er auch fälschlich Christensen geschrieben. Genannt wird er Jim Christenson.
Christenson war zur Zeit des Experiments zum Nachweis der CP-Verletzung, das am Brookhaven National Laboratory durchgeführt wurde, Doktorand an der Princeton University (Dissertation 1964, {\displaystyle K_{1}^{0}} mesons and the {\displaystyle K_{1}^{0}-K_{2}^{0}} mass difference). Später war er am Fermilab, wo er Anfang der 2000er Jahre in den Ruhestand ging. Er befasste sich dort unter anderem mit der Entwicklung von Kalorimetern. Zuletzt war er wesentlich am Upgrade des D0-Experiments beteiligt. Im Rahmen von D0 war er auch 1995 an der Entdeckung des Top-Quark beteiligt. Er war Professor.

## Schriften (Auswahl)
- J. H. Christenson, J. Cronin, V. Fitch, R. Turlay: Evidence for the {\displaystyle 2\pi } decay of the {\displaystyle K_{2}^{0}} meson, Phys. Rev. Lett., Band 13, 1964, S. 138–140 (Entdeckung der CP-Verletzung)